# Bistum Ribe
Das Bistum Ribe (dänisch: Ribe stift) ist eins der elf Bistümer der evangelisch-lutherischen Dänischen Volkskirche.

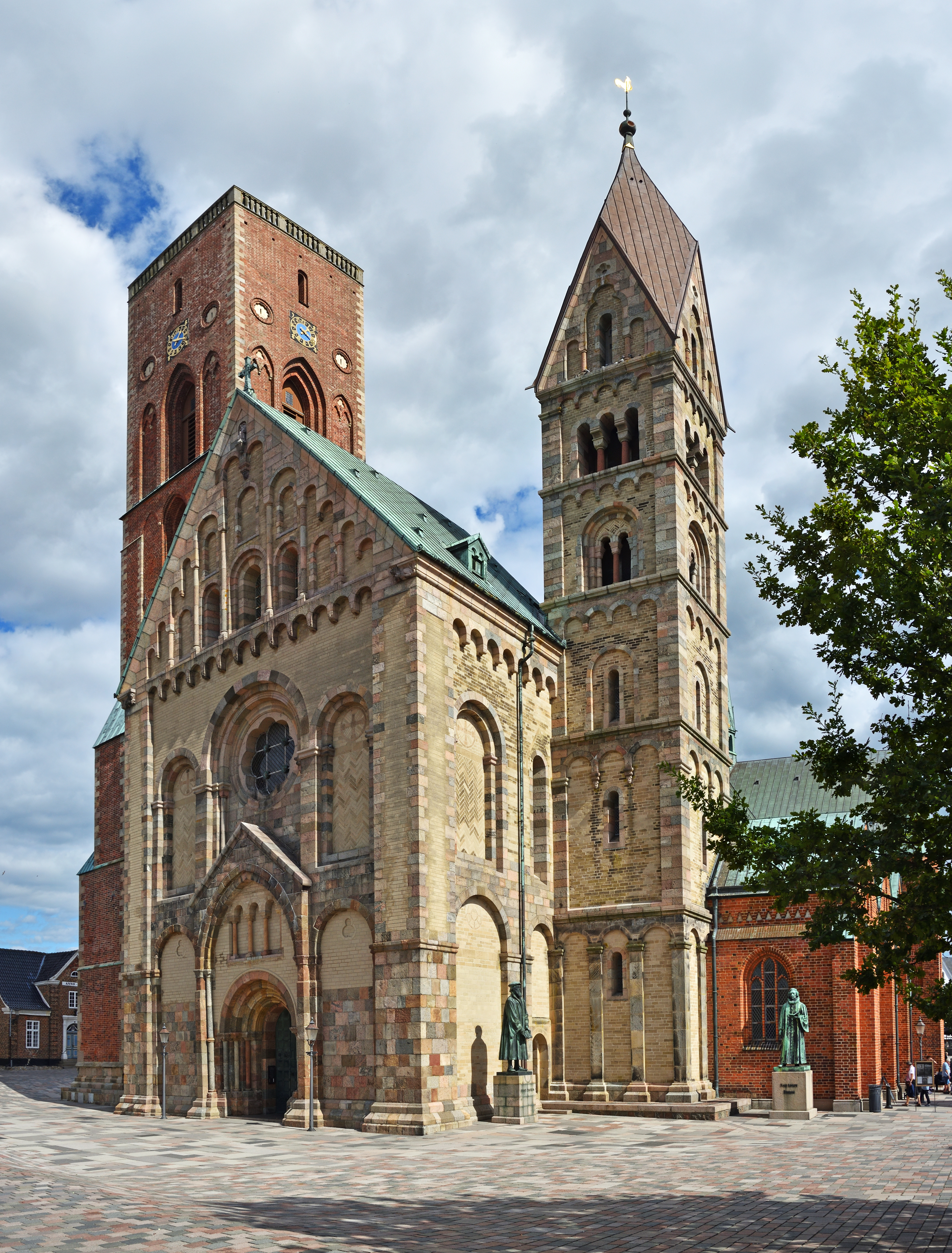
Ribe Domkirke

Das Bistum erstreckt sich entlang der Nordseeküste Jütlands. Elof Westergaard ist seit 2014 Bischof. Der Dom zu Ribe ist die Bischofskirche. Zum 1. Januar 2017 gehörten 302.477 Bewohner zur Dänischen Volkskirche, was einem Anteil von 84,5 Prozent der Bevölkerung entspricht.

## Gliederung
Das Bistum ist in acht Propsteien aufgeteilt:
| - Ribe Domprovsti - Malt Provsti - Varde Provsti - Skads Provsti | - Skjern Provsti - Grene Provsti - Ringkøbing Provsti - Tønder Provsti |

## Geschichte

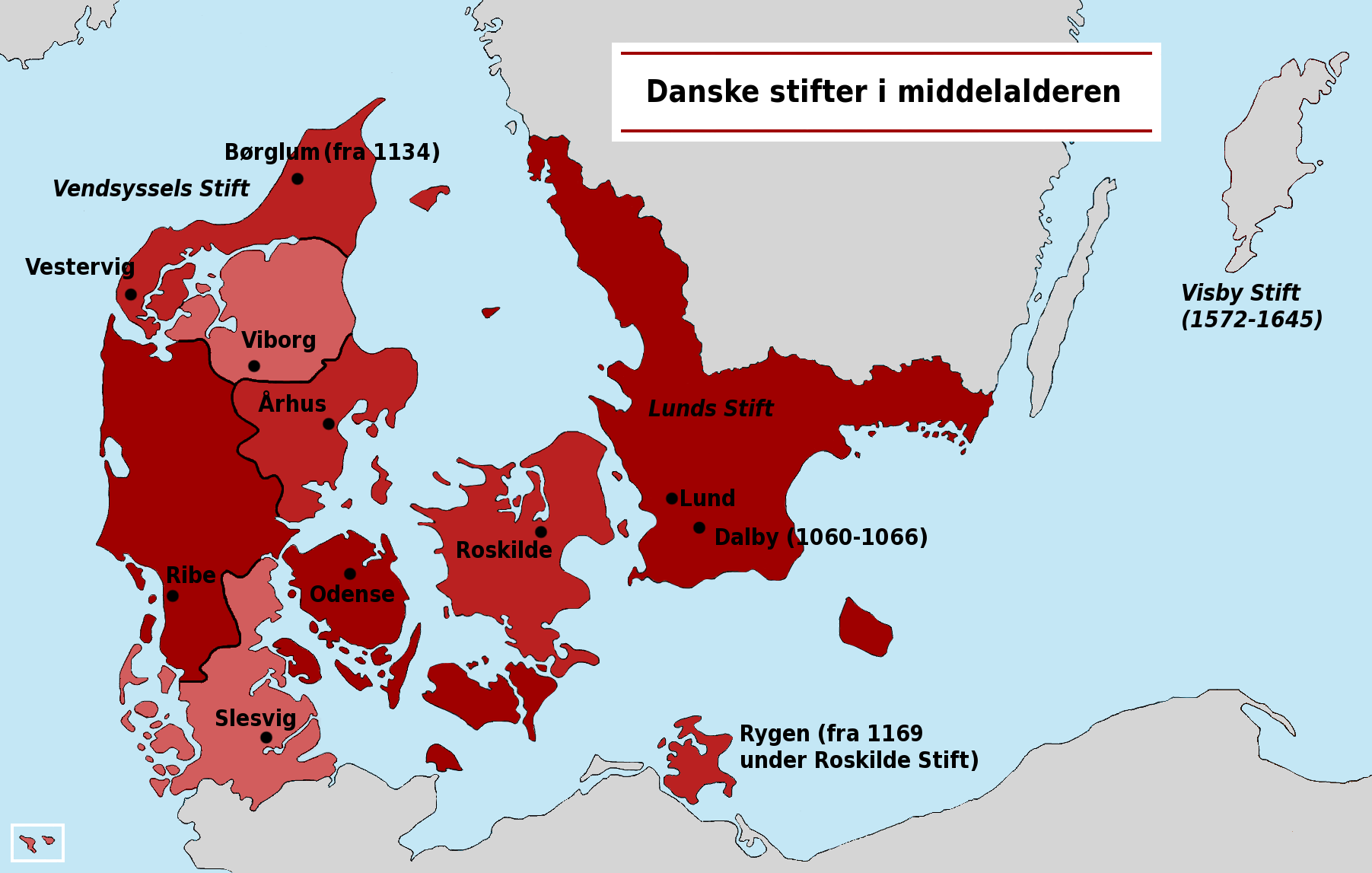
Dänische Bistümer im Mittelalter

Nach der ersten Kirche von Haithabu/Schleswig gilt Ribe als ältester Kirchenort in Nordeuropa. Um 860 gründete der Apostel Ansgar hier die erste Kirche, die aber 888 bereits zerstört wurde.
Das Bistum Ribe wurde 948 gegründet. Erstmals erwähnt ist es in den Berichten über die Universalsynode von Ingelheim, an der der erste Ribener Bischof Leofdag teilnahm. Ebenso wie gleichfalls auf der Universalsynode vertretenen Schleswig und Aarhus wurde es dem Erzbistum Hamburg-Bremen als Suffraganbistum angeschlossen. Dass die drei Bischöfe erst auf dieser Synode gewählt wurden, gilt als jedoch unwahrscheinlich.
Um 1100 begann man zur Amtszeit des Bischofs Thure mit dem Bau der Steinkathedrale. 1145 wurden ein Domkapitel und eine Kathedralschule gegründet.
In der Regierungszeit König Christians III. wurde in den 1530er Jahren die Reformation eingeführt. Das Bistum Ribe wurde in eine evangelische Kirchenprovinz umgewandelt. Es umfasste nach wie vor nicht nur den Südwesten von Jütland, sondern auch den Nordwesten des sich ab 1200 entwickelnden, staatsrechtlich als Lehen (zeitweise auch in Personalunion) mit dem Königreich Dänemark verbundenen Herzogtums Schleswig. Die bischöflichen Besitzungen südlich der Königsau (u. a. Møgeltønder) wurden säkularisiert, bildeten aber nach wie vor Exklaven des Königreichs, und zwar bis 1867.
Als Nordschleswig 1920 fester Bestandteil Dänemarks wurde, wurde das Bistum Ribe zu Gunsten des 1922 neu geschaffenen Bistums Haderslev verkleinert, dessen Hauptteil bis dahin zum Bistum Schleswig gehört hatte. Weitere Gebiete musste das Bistum an das Bistum Viborg abgeben. Dagegen erhielt es große Gebiete des seit 1867 preußischen Kreises Tondern zurück, die nach der Volksabstimmung in Schleswig an Dänemark abgetreten werden mussten.

## Bischöfe

### Stiftsamtmänner
| - 1658–1674 Hans Schack - 1674–1683 Otto Diderik Schack - 1683–1697 Frans Eberhard von Speckhan - 1697–1711 Hans Schack - 1711–1726 Henrik Ernst von Kalnein (1657–1726) - 1726–1748 Christian Carl Gabel (1679–1748) - 1748–1750 Holger Skeel (1699–1764) - 1750–1754 Frederik Oertz - 1750–1760 Georg Frederik von Holstein - 1760–1768 Hans Schack (1735–1796) - 1768–1781 Theodosius Levetzau (1742–1817) - 1781–1790 Christian Urne (1749–1821) - 1791–1796 Carl Frederik Hellfried | - 1796–1810 Werner Jasper Andreas von Moltke (1755–1835) - 1811–1822 Hans Koefoed (suspendiert 1821) - 1822–1828 Johan Carl Thuerecht Castenschiold (1787–1844) - 1828–1852 Marius Sabinus Wilhelm Sponneck (1787–1874) - 1852–1855 Hans Helmuth Lüttichau (1794–1869) - 1855–1884 Henrik Christian Nielsen (1805–1885) - 1884–1892 Hannes Kristján Steingrímur Finsen (1828–1892) - 1892–1899 Johan Henrik Ahnfeldt (-1905) - 1899–1921 Gustav Carl Vilhelm Heinrich Stemann (1845–1929) - 1921–1937 Peter Herschend (1881–1963) - 1937–1959 Ulrik Christian Friis (1890–1959) - 1959–1977 Ebbe Morten Edelberg (1909–1977) |